# Zamie trpasličí
Zamie trpasličí (Zamia pygmaea), česky též keják trpasličí, je druh cykasu z čeledi zamiovité (Zamiaceae). Jedná se o vůbec nejmenší cykas na světě.

## Rozšíření
Endemická rostlina na západní Kubě a ostrově Isla de los Pinos (=Isla de la Juventud). Velmi odolná rostlina roste na otevřených plochách a extrémně suchých podmínkách, vápenci i takřka čistém písku.

## Popis
Rostlina s podzemním či částečně nadzemním kmenem je nejmenším z cykasů. Listy jsou 30–70 cm dlouhé. Kmen podzemní, řepovitý, často větvený, každý 2–4 cm široký.
Rostlina nese 1–3 samčích šištic červenavě hnědých a s výstupkem na vrcholu. Samičích šištic se semeny bývá 1–2. Semena jsou červená nebo oranžovo červená, 1–1,5 cm dlouhá.
Rostlina se může dramaticky zvětšit a změnit vzhled při skleníkovém pěstování, její odlišení od ostatních kubánských druhů (Zamia amblyphyllidia, Z. pumila, Z. integrifolia, Z. angustifolia) tedy není vždy jednoduché. Hlavním odlišovacím rysem od podobné Zamia amblyphyllidia je velikost. Na rozdíl od Zamia furfuracea má lesklé lístky.

## Pěstování v Česku
Jedná se o relativně běžnou sbírkovou rostlinu. Vzrostlý exemplář je ve vlastnictví Botanické zahrady Liberec a v řadě dalších zahradách a soukromých sbírkách.